# تجربه مشتری

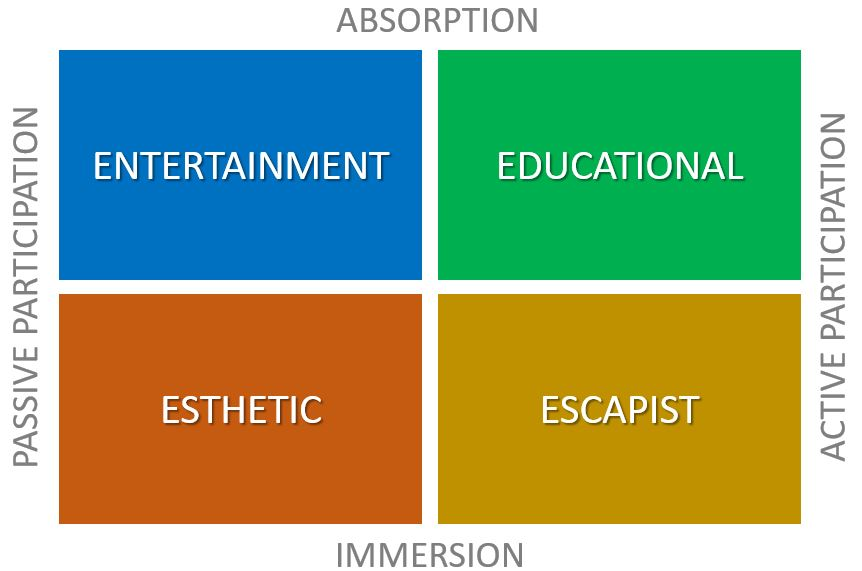
فعال سیاسی

تجربه مشتری (به انگلیسی: Customer Experience) یا CX محصول تعامل بین سازمان و یک خریدار در هنگام فرایند ارتباط بین آن‌ها است. این تعامل از سه بخش اصلی تشکیل شده است: سفر خریدار، محل تماس برند با خریدار، و محیطی (شامل محیط دیجیتال) که خریدار آن را تجربه می‌کند. در یک تجربه مشتری خوب، تجربه شخص با سازمان، در همه نقاط تماس، منطبق بر انتظارات فرد است.

## مفهوم
امروزه خریداران نمی‌توانند زنجیره ارزشی که صرفاً بر مبنای حاشیه سود بیشتر سنجیده می‌شود را بپذیرند. خریداران به دنبال سادگی، رضایت و موفقیت هستند و سازمان‌هایی موفق می‌شوند که بتوانند کسب‌وکار خود را بر همین اصول بنا کنند.

## مدیریت تجربه مشتری
مدیریت تجربه مشتری (CXM) ابزار شناخت خوبی از خواسته‌های خریدار است تا تجربه‌ای ویژه برای او فراهم شود. بدیهی است که یافتن اطلاعاتی که بتواند در این مسیر، سازمان را یاری کند کاری آسان نخواهد بود و نیازمند پیگیری راه‌های ارتباطی و تعامل او با سازمان است.
مدیریت تجربه مشتری ( CEM یا Customer Experience management )، یک روش جدید در مدیریت کسب‌وکار است که بر ارتقاء تجربه مشتری تمرکز دارد. هدف اصلی CEM، ایجاد و حفظ رضایت و وفاداری مشتریان است. در واقع، CEM به عنوان یک رویکرد استراتژیک، به کاهش هزینه‌های بازاریابی و افزایش درآمد و سودآوری کسب‌وکار کمک می‌کند.

## مدیریت ارتباط با مشتری
مقاله اصلی : مدیریت ارتباط با مشتری
به گفته داس (در سال 2007)، مدیریت ارتباط با مشتری، (به انگلیسی Customer Relationship Management یا به اختصار CRM) «ایجاد، توسعه، نگهداری و بهینه‌سازی روابط بلندمدت متقابل ارزشمند بین مصرف‌کنندگان و سازمان‌ها» است. تعریف رسمی CRM توسط مرکز تحقیقات مدیریت ارتباط با مشتری «راهبردی است که برای کسب اطلاعات بیشتر در مورد نیازها و رفتارهای مشتریان به منظور ایجاد روابط قوی تر با آنها استفاده می شود». هدف از این استراتژی تغییر رویکرد به مشتریان و بهبود تجربه برای مصرف کننده با آگاهی بیشتر تامین کننده از عادات و دفعات خرید آنهاست.
تجزیه و تحلیل شرکت ها یک ابزار حسابرسی است که چهار جنبه استراتژی، افراد، فناوری و فرآیندها را در طراحی استراتژی CRM در نظر می گیرد. این تجزیه و تحلیل شامل چهار بخش اصلی است :
- «فرایندهای مدیریت ارتباط با مشتری موجود در شرکت را تعریف میکند.
- ادراکات شرکت را در مورد نحوه مدیریت روابط با مشتری، چه در داخل و چه در خارج، تعیین میکند.
- راه حل های ایده آل مدیریت ارتباط با مشتری را نسبت به شرکت یا صنعت طراحی میکند.
- در نهایت ارائه استراتژی برای اجرای توصیه‌ها بر اساس یافته‌ها

## کاربردها
کتابخانه‌های عمومی مخاطب محور برای بالابردن تصور غیرکاربران، بهبود تجربه اعضای مخاطبان، و گرفتن نظر مثبت اعضای پیشین خود می‌توانند از مفاهیم و ابزارهای تجربه مشتری استفاده کنند.